# Touré
Touré Neblett (Boston, 20 de março de 1971) é um romancista, ensaísta, apresentador de televisão, jornalista musical e crítico cultural norte-americano. Ele é apresentador do canal de televisão Fuse TV e trabalha nos programas Hiphop Shop e On The Record. Ele é também um contribuinte para a MSNBC no programa The Dylan Ratigan Show e faz parte do comitê de indicação para o Rock and Roll Hall of Fame.

## Biografia
Touré Neblett nasceu em 20 de março de 1971 em Boston, Massachusetts. Ele cresceu frequentando uma antiga escola preparatória, se formando mais tarde na Universidade Columbia.